# 松本総吾
松本 総吾（まつもと そうご、1840年〈天保11年〉 - 1903年〈明治36年〉）は、日本メソジスト教会の伝道者で、新約聖書学者松本卓夫の父である。
信濃国松代（現・長野県長野市松代）に生まれる。佐久間象山に師事し、青年期には横浜に出る。ある日、天安堂でR・S・マクレー宣教師の演説を聞いて感銘を受ける。マクレーから贈られた漢訳聖書を読んで、1876年に洗礼を受ける。
1878年メソジストの伝道者として松代教会に赴任する。1883年には執事になり、1884年には長老になり、函館教会に赴任し、1887年盛岡教会（現・日本基督教団盛岡松園教会）に着任する。1889年には日本人で初めての長老司になり、仙台連回議長と弘前連回議長を兼務する。
仙台教会、米沢教会、名古屋教会、鹿児島教会を歴任し、鹿児島教会で没した。
『讃美歌 (1903年版)』の「おもひいづるものはづかしや」（245番）を作詞する。